# Ломб, Никлас
Никлас Уве Бернд Ломб (нем. Niklas Uwe Bernd Lomb; родился 28 июля 1993 года в Кёльне, Германия) — немецкий футболист, вратарь клуба «Байер 04».

## Клубная карьера
Никлас начал заниматься футболом в юношеской команде «Вест Кёльн». В 2008 году он присоединился к молодёжной команде «Байер 04».
В сезоне 2012/13 Ломб начинает выступать за резервную команду леверкузенцев, играющую в Региональной лиге «Запад». Дебют Никласа за вторую команду состоялся 4 августа 2012 года в игре против «Виденбрюка». За сезон Ломб принял участие в 34 встречах, в 12 из которых сумел оставить свои ворота в неприкосновенности.
6 декабря 2012 года Ломб дебютировал в основном составе «Байера» в заключительном матче группового этапа Лиги Европы против норвежского «Русенборга». Первый матч сложился удачно для молодого вратаря, его команда одержала «сухую» победу.
В сезоне 2013/14 Ломб, являясь третьим голкипером в «Байере», продолжает выступать за резервную команду, периодически включается в заявку на игры Бундеслиги, однако шанса дебютировать в высшей футбольной лиге Германии пока не получил.
8 января 2015 года голкипер был отдан в аренду до конца сезона в «Галлешер», выступающий в Третьей лиге.

## Достижения

#### «Байер 04»
- Чемпион Германии: 2023/24
- Финалист Лиги Европы УЕФА: 2023/24
- Обладатель Кубка Германии: 2023/24